# Dull Men’s Club
Der Dull Men’s Club (kurz DMC; englisch, frei übersetzt Verein der Langweiler) ist ein ursprünglich US-amerikanischer, inzwischen auch britischer Verein, dessen Mitglieder verschiedenen Aktivitäten nachgehen, die nach eigenem Bekunden selbstironisch als langweilig zu betrachten sind. Der Wahlspruch des Vereins ist „Celebrating the Ordinary“ (etwa: das Gewöhnliche feiernd).

## Geschichte
Der Dull Men’s Club wurde nach einem Artikel von Spiegel Online im Jahr 1985 von Leland Carlson in New York City aus einem Sportverein heraus gegründet. In einem Artikel der United Press International aus dem Jahr 1980 wird Joe Troise als Gründer angegeben.
Die Gründung erfolgte im Selbstverständnis als Protestaktion gegenüber dem Streben nach prestigeträchtigen oder spektakulären Aktivitäten, insbesondere Sportarten. Eine der ersten eigenen Aktivitäten waren ein Aufzugsanlagen-Wettrennen im Vereinsheim. Im Magazin des Sportvereins wurde auch über eine Bustour geschrieben, bei der die Teilnehmer „eine Runde um das Fahrzeug drehten, bevor sie es sich dann noch von innen ansahen.“
Als Carlson 1996 nach Großbritannien übersiedelte, gab es bereits in anderen Städten Ableger des DMC.

## Aktivitäten
Unter dem Dach des Dull Men’s Club sind verschiedene Aktivitäten und Gruppen vereint. 2014 wurde erstmals ein Wandkalender zur Würdigung der „langweiligsten“ Hobbys mit Porträts ihrer Betreiber herausgegeben. Darunter sind beispielsweise Steve Wheeler, der rund 20.000 Milchflaschen im eigenen Garten-Museum ausstellt, Peter Willis, der Briefkästen dokumentiert, und Neil Brittlebank, der Ziegelsteine sammelt.
Weitreichend bekannt wurde die „UK Roundabout Appreciation Society“ (etwa: Britische Kreisverkehrs-Würdigungssgesellschaft), die 2003 von Kevin Beresford gegründet wurde und aus etwa 30 Mitgliedern besteht. Die Würdigung der Kreisverkehre erfolgt beispielsweise durch Fotografien, unter denen die schönsten für einen eigenen Wandkalender ausgewählt werden. Der erste dieser Kalender wurde rund 60.000 Mal verkauft.

## Film
- Born to be Mild – Kurzfilm über den Dull Men’s Club auf Vimeo